# Violet (film, 2014)
Pour les articles homonymes, voir Violet (homonymie).
Pour plus de détails, voir Fiche technique et Distribution.
Violet est un film belge réalisé par Bas Devos et sorti en 2014.

## Synopsis
Jesse, un adolescent de 15 ans, a vu un de ses membres du groupe de BMX, Jonas, se faire tuer sous ses yeux. Incapable d'expliquer pourquoi il n'a rien fait pour éviter ce drame, il s'isole de plus en plus. 

## Fiche technique
- Titre : Violet
- Réalisation : Bas Devos
- Scénario : Bas Devos
- Photographie : Nicolas Karakatsanis
- Décors : Jeff Otte
- Son : Joost Roskam
- Montage son : Boris Debackere
- Montage : Dieter Diependaele
- Production : Minds Meet - Artémis Productions - Phanta Vision Film IV - Mollywood
- Pays d'origine :  Belgique
- Durée : 85 minutes
- Dates de sortie : 
  - Belgique - 29 octobre 2014
  - Pays-Bas : 6 novembre 2014[1]

## Distribution
- César De Sutter : Jesse
- Mira Helmer : Marie
- Raf Walschaerts : Walter
- Koen De Sutter : Thomas

## Distinctions

### Récompenses
- Grand Prix - Section Génération 14plus à la Berlinale 2014[2]
- Prix de l'innovation - Prix de la critique au Festival du nouveau cinéma de Montréal 2014[3]

### Sélections
- Festival international du film de Busan 2014
- Festival international du film de Karlovy Vary 2015